# Cliffhanger
Un cliffhanger (lb. engleză) și este format din cuvântul cliff = stâncă și hang = a atârna) este un element de intrigă care constă în terminarea bruscă, abruptă a unui film, serial sau roman. Uneori, în anumite opere, sfârșitul prezintă personajele principale într-o situație dificilă, fără scăpare evident. Acest tip de final este folosit pentru a se asigura că audiența va reveni pentru a vedea cum s-a rezolvat situația dificilă. Termenul provine din filmele vechi, când protagonistul era lăsat să atârne pe marginea unei stânci. Unele seriale se termină cu fraza „Va urma...”. Sunt seriale de televiziune care încep după astfel de episoade cu „În episoadele anterioare...”.

## Vezi și
- Luptă la înălțime (Cliffhanger, film din 1993)